# Michel Pontremoli
Michel Pierre Pontremoli (Parigi, 20 febbraio 1908 – Lione, 1944) è stato un funzionario e partigiano francese, attivo intellettuale era intimo amico di Francis Ponge, Albert Camus, Jean Hyppolite e Simone de Beauvoir.

## Biografia
Michel Pontremoli nacque a Parigi nel febbraio del 1908 da una famiglia ebraica esponente dell'alta borghesia cittadina. Il padre Emmanuel Pontremoli, tra gli architetti francesi più in vista del momento, e da Suzanne Hecht Pontremoli, raffinata collezionista d'arte ed intellettuale, imparentata con Marcel Proust.
Dopo gli studi entra nel Consiglio di Stato francese. Di religione cattolica e ideali comunisti intrattenne assidui scambi epistolari con i maggiori i tellettuali francesi del momento come Francis Ponge, di cui era il migliore amico, Albert Camus, Jean Hyppolite e Simone de Beauvoir. Nel 1940 si passò dalla Terza Repubblica francese al Governo di Vichy con capo di stato Philippe Pétain. In particolare nel giugno del 1941 venne varata una legge discriminatoria nei confronti degli ebrei e dei comunisti, obbligando l'espulsione dal Consiglio di Stato e dalle cariche pubbliche degli ebrei e dei dissidenti politici, tra cui lo stesso Michel, Georges Cahen-Salvador, Pierre Larroque, Jean Cahen-Salvador, Alexandre Parodi, Jacques Helbronner, Michel Debré. Michel, come molti altri funzionari espulsi, decise di entrare in contatto con le forze partigiane coordinate dal generale De Gaulle. Entrato nelle file partigiane ne divenne immediatamente attivo partecipatore. Catturato e detenuto dalla Gestapo, morì come capo-partigiano nel 1944 fucilato dai nazisti durante la liberazione di Lione.
Dopo la morte, nel Palais-Royal, sede del Consiglio di Stato gli è stata dedicata una targa commemorativa.

## Opere (parziale)
- Michel Pontremoli, La propriété des sources d'énergie, Parigi, 1932